# Iàrskoie (Novossibirsk)
|  | Per a altres significats, vegeu «Iàrskoie». |

Iàrskoie (en rus: Ярское) és un poble de l'óblast de Novossibirsk, a Rússia, que en el cens del 2010 tenia 2 habitants, pertany al districte de Novossibirsk.